# Thomas Päch
Thomas Päch (* 2. Oktober 1982 in San Salvador) ist ein deutscher Basketballtrainer.

## Laufbahn
Päch kam in San Salvador zur Welt. Dort arbeitete sein Vater damals als Lehrer an einer deutschsprachigen Schule. Er wuchs in Berlin sowie teils auch in den Vereinigten Staaten und Thailand auf. Beim DBV Charlottenburg erlernte er die Sportart Basketball und übernahm bereits während seiner Spielerzeit Traineraufgaben. Er spielte zeitweilig auch beim VfB Hermsdorf. 2005 stieß Päch als Trainer zu Alba Berlin und wurde dort im Nachwuchsbereich tätig. Teils war er Assistenztrainer von Henrik Rödl bei Albas zweiter Herrenmannschaft in der ersten Regionalliga und schaffte mit dem Team in der Saison 2009/10 den Aufstieg in die 2. Bundesliga ProB.
2010 wechselte er gemeinsam mit Rödl zum TBB Trier und war dort wie in Berlin Co-Trainer unter dem früheren Nationalspieler. Neben seinen Traineraufgaben lief Päch teils als Spieler bei der SG DJK/MJC - TBB Trier in der ersten Regionalliga auf. 2015 kehrte Päch zu Alba Berlin zurück und übernahm den Posten des Assistenztrainers der ersten Mannschaft in der Bundesliga. Als sich der Verein im April 2017 von Ahmet Çakı trennte, wurde Päch bis Saisonende 2016/17 das Amt des Cheftrainers übertragen. Anschließend kehrte er auf den Assistenzposten zurück. Bis Ende der Saison 2018/19 war er zwei Saisons lang als Co-Trainer bei Alba Berlin tätig und wechselte anschließend als neuer Cheftrainer zu den Telekom Baskets Bonn. Anfang Februar 2020 wurde Päch von den abstiegsbedrohten Bonnern (drei Siege, 14 Niederlagen, vorletzter Tabellenplatz in der Bundesliga) beurlaubt. Im Juli 2020 gab Rasta Vechta die Verpflichtung Pächs bekannt. Er erhielt bei den Niedersachsen einen Zweijahresvertrag. Ende März 2021 wurde Päch aufgrund der sportlichen Lage vom SC Rasta freigestellt. Von den vorherigen zehn Bundesliga-Spielen unter Päch hatte Vechta neun verloren, die Mannschaft stand mit insgesamt vier Siegen und 21 Niederlagen auf dem vorletzten Tabellenrang.
Im Sommer 2021 kehrte Päch als Assistenztrainer zu Alba Berlin zurück.